# Jimmy McDougall
James „Jimmy“ McDougall (* 23. Januar 1904 in Port Glasgow; † 3. Juli 1984 in Liverpool) war ein schottischer Fußballspieler. Auf der linken Halbposition sowohl offensiv als defensiv einsetzbar, galt er als „Gentleman“ und technisch sehr versiert. Der zweifache schottische Nationalspieler war beim FC Liverpool zwischen 1928 und 1938 eine feste Größe, wenngleich er mit den „Reds“ keinen Meister- oder Pokaltitel gewinnen konnte.

## Sportlicher Werdegang
McDougall erlernte das Fußballspielen in seiner Heimatstadt bei den Port Glasgow Athletic Juniors und schloss sich im Jahr 1925 dem schottischen Erstligisten Partick Thistle an. Dort ließ der sportliche Durchbruch anfänglich auf sich warten, bevor er in der Saison 1927/28 mit 21 Toren in 36 Pflichtspielen nachhaltigen Eindruck hinterließ. Gleich mehrere englische Klubs meldeten ihr Interesse an und im April 1928 fiel die Wahl auf den FC Liverpool. Der Neuzugang, der in Schottland noch als linker Halbstürmer gespielt hatte, war in Liverpool später für die defensive Halbposition als linker Außenläufer vorgesehen und er bildete fortan mit Matt Busby auf der rechten Seite und Tom Bradshaw im Zentrum eine sehr effektive Läuferreihe.
Er debütierte am 25. August 1928 gegen den FC Bury (2:0) und eine Woche später schoss er bei Aston Villa sein erstes Tor zur 1:0-Führung, die aber noch in eine 1:3-Niederlage mündete. In der Saison 1928/29, die den Abstiegskandidaten 1928 auf den fünften Rang katapultierte, verpasste McDougall nur sechs Partien. Dazu trug er acht Tore bei, wobei er zur Mitte der Saison auf die defensivere Läuferposition umgestellt wurde. Als linker Außenläufer blieb McDougall in den folgenden neun Jahren eine feste Größe in der Mannschaft des FC Liverpool. Seine Darbietungen zeichneten sich durch große Verlässlichkeit, technische Versiertheit und Unkompliziertheit aus; dazu strahlte er Sicherheit und Abgeklärtheit aus. Seine in der Regel faire Zweikampfführung brachten ihm zudem das Image eines „Gentlemans“ ein. Die Mannschaftsleistungen waren jedoch zumeist nur im Mittelfeld der Liga angesiedelt und gelegentlich hatte sich der Klub dem Abstiegskampf zu stellen. Der fünfte Platz aus McDougalls Debütsaison wurde letztlich nicht überboten. Das letzte Spiel bestritt er am 15. Januar 1938 auswärts bei Charlton Athletic (0:3) und erhielt als spezielle Anerkennung seiner „Loyalität“ in 356 Pflichtspielen nach seinem Abgang im Mai 1938 einen 650-Pfund-Scheck aus dem Spiel von Liverpool gegen Aston Villa am 15. Oktober 1938. Für die schottische Nationalmannschaft war McDougall in der Regel nicht berücksichtigt worden, da sich der schottische Fußballverband oft weigerte, Spieler, die in England aktiv waren, zu nominieren. So blieb es bei zwei Einsätzen im Mai 1931, die jeweils unter keinem guten Stern standen. Bei seinem Debüt gegen Österreich in Wien mussten die „Bravehearts“ nach der Verletzung von Danny Liddle mit 10 Mann auskommen und verloren mit 0:5. Kurz darauf ging auch sein zweites Länderspiel gegen den künftigen Weltmeister Italien mit 0:3 in Rom verloren. Hier war McDougall sogar Mannschaftskapitän und in diesem Rahmen überreichte er dem Diktator Benito Mussolini einen großen Wimpel.
Nach dem Ende seiner Zeit beim FC Liverpool arbeitete McDougall einige Jahre als Jugendtrainer für den FC South Liverpool. Er verstarb 80-jährig in seinem Haus im Liverpooler Stadtteil Allerton und hinterließ eine Ehefrau, eine Tochter und zwei Enkelkinder.